# St.-Johannes-Kirche (Bad Zwischenahn)

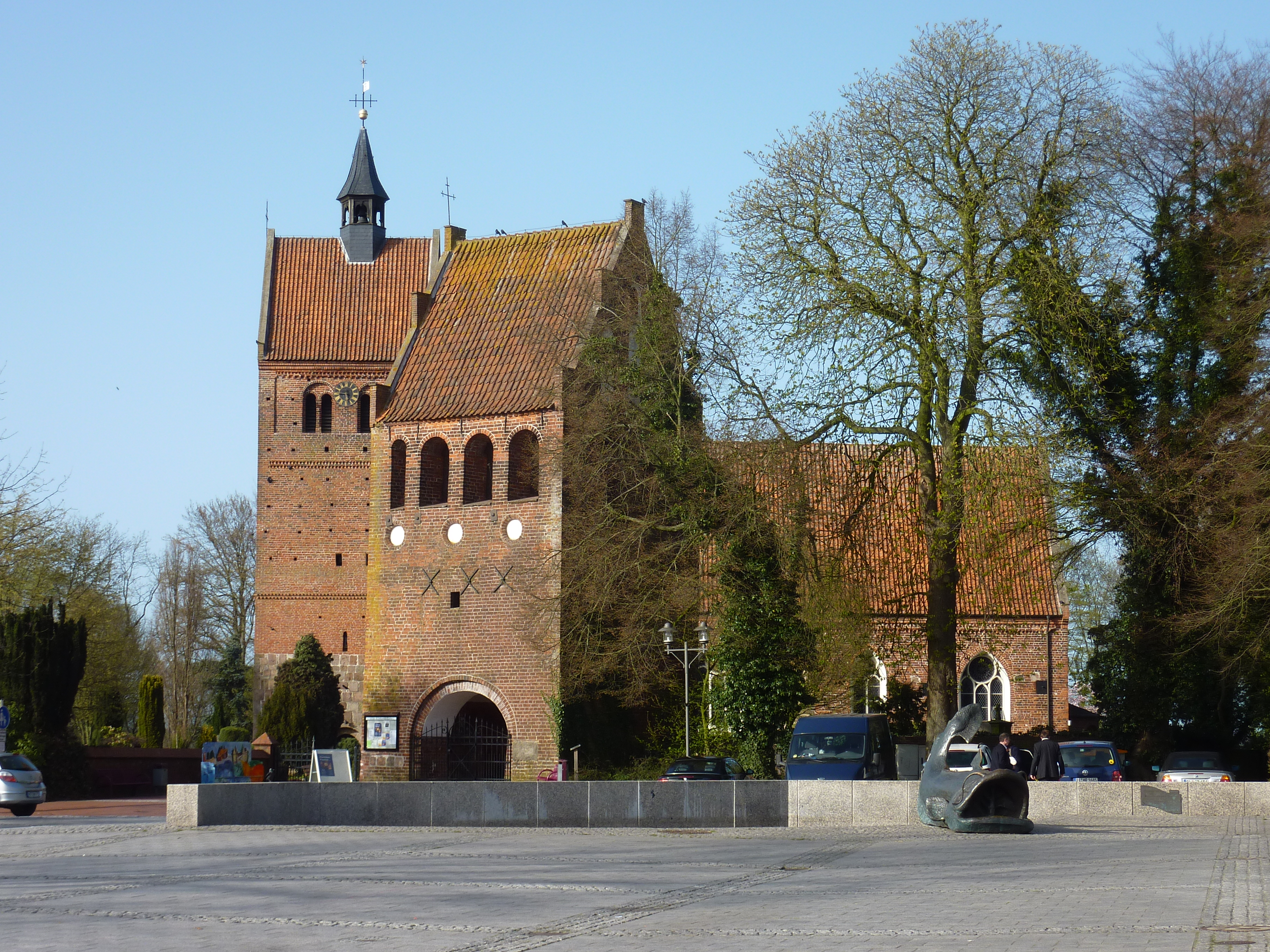
Kirche mit Glockenturm

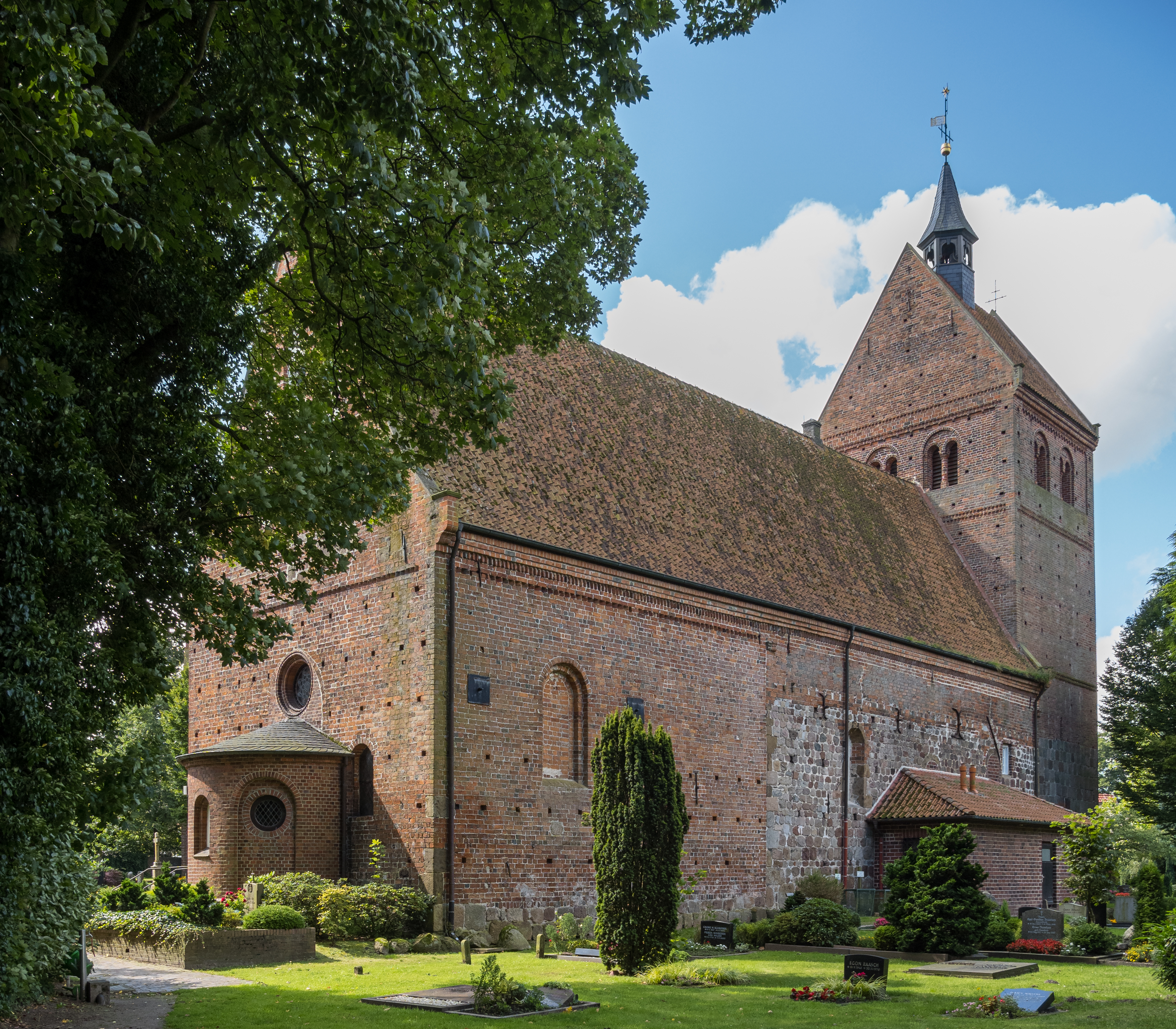
Nordostansicht der St. Johannes-Kirche

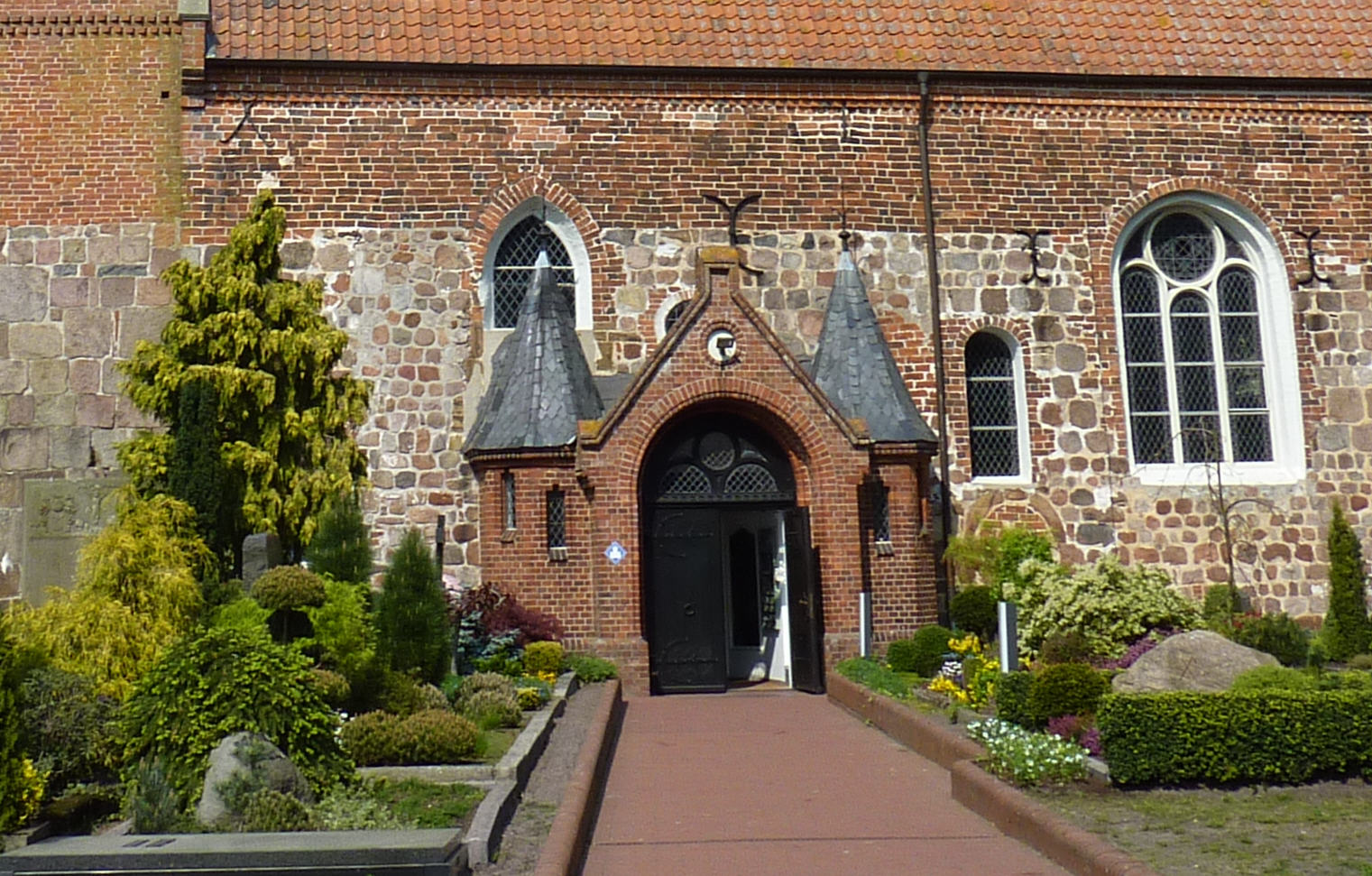
Historisierender Eingangsvorbau aus dem 19. Jahrhundert vor der alten Feldsteinmauer

Die Pfarrkirche St. Johannes der Täufer in Bad Zwischenahn ist mehr als 850 Jahre alt und damit eines der ältesten Gebäude des Oldenburger Landes. Mit der Reformation wurde das Gotteshaus evangelisch-lutherisch. Es gehört heute zur Evangelischen Kirchengemeinde Zwischenahn.

## Geschichte
Graf Egilmar, der erste Erbgraf zu Oldenburg, gründete die Kirche 1124 als Tochterkirche von Wiefelstede. 1134 wurde sie von Siward (1142–1157), dem Abt zu Rastede, in „honorem St. Johannis Baptistae“ (zur Ehre St. Johannes des Täufers) geweiht. Der Westturm wurde im Jahr 1200 aus Granitquadern und Backsteinen errichtet. Eine Erweiterung nach Osten im gotischen Stil mit Kreuzrippengewölben fand im 15. Jahrhundert statt. 1888 wurde der Haupteingang neu gestaltet.
Die lutherische Lehre wurde durch Johannes Hechler 1526 in Zwischenahn eingeführt und setzte sich nach dem Regierungsantritt des Grafen Anton im Jahr 1529 im Oldenburgischen durch. Die Johanneskirche wurde ab 1610 zur evangelischen Predigtkirche umgestaltet.
Das alte Gotteshaus prägt seit Jahrhunderten den südlichen Uferbereich des Zwischenahner Meeres. Es bildet den Mittelpunkt der aus verschiedenen Bauerschaften auf sie zuführenden alten Kirchwege und ist das älteste Wahrzeichen der Gemeinde Bad Zwischenahn.

## Baugeschichte

### Kirche
Die erste Zwischenahner Johanneskirche dürfte ohne hölzernen Vorgängerbau um 1150 als Steinkirche errichtet worden sein. Sie wurde aus Feldsteinen erbaut und besaß Fenster- und Türeinfassungen aus eisenbändrigen Sandsteinen aus dem Weserbergland. Das Bauwerk hatte auf den Langseiten je drei Rundbogenfenster und verfügte wahrscheinlich über einen eingezogenen Chor mit Apsis. Der Eingang lag auf der Südseite. Ohne Chor maß die Kirche 18,2 Meter auf 10, 4 Meter. Wie der östliche Abschluss gestaltet war, ist nicht bekannt, da keine Ausgrabungen vorgenommen wurden.

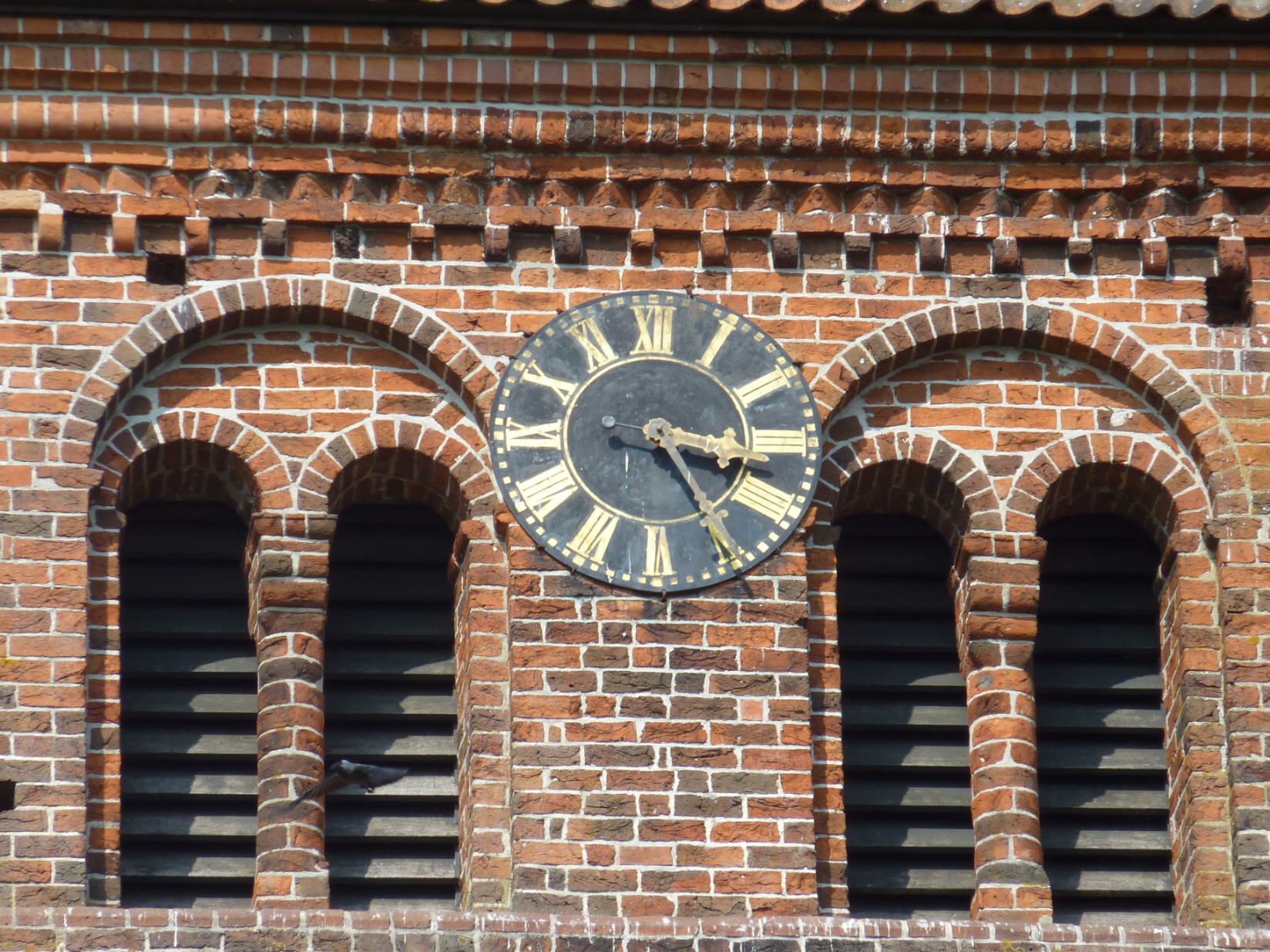
Detail des Westturmes

Um 1200 wurde westlich des bisherigen Kirchenschiffs ein Turm mit nahezu quadratischem Grundriss erbaut. Bis zur Traufhöhe der Kirche wurde er in Granitquaderbauweise hochgezogen, der obere Teil wurde aus Backsteinen gemauert und stellt eines der frühesten Zeugnisse dieser Bauweise in Niedersachsen dar. Der Turm erhielt einen eigenen, von innen verriegelbaren Eingang und wurde auf Höhe des ersten Stocks mit Schießscharten ausgestattet, um in Kriegszeiten eine Zufluchtsmöglichkeit zu bieten. Äußerlich ist der Turm außerdem durch zwei Stromschichten oder Deutsche Bänder in drei Abschnitte unterteilt. Das Obergeschoss ist reicher ausgestaltet als die beiden unteren. Es weist auf allen vier seiten von Lisenen gerahmte Felder auf, in denen sich die gekuppelten Schallöffnungen mit gemauerten Bögen und Mittelsäulen befinden. Nach oben wird diese Ebene durch einen Konsolenfries mit einer weiteren Stromschicht abgeschlossen.
Die Rüstlöcher aus der Zeit der Erbauung des Turmes wurden nicht verschlossen und dienen zahlreichen Dohlen als Nistplätze.
Die Feldsteinkirche hatte ursprünglich keine gewölbte Decke, wurde aber unter dem Einfluss der Einwölbung des Bremer Doms in der zweiten Hälfte des 13. Jahrhunderts von ihrer bisherigen Balkendecke befreit und erhielt westfälische Domikalgewölbe.
Dadurch wurde eine Erhöhung der Wände und der Bau eines neuen Dachstuhls nötig. Für die Erhöhung der Wände wurden Backsteine im Klosterformat verwendet, die in den aufgesetzten Giebeln des Westturms noch zu erkennen sind. Im Zuge der Umgestaltung wurde auch das mittlere romanische Fenster der Nordwand zugemauert, weil Gewölbepfeiler eingezogen werden mussten. Die verbliebenen beiden Fenster wurden dafür vergrößert.
Um die Mitte des 15. Jahrhunderts wurde der alte Chor abgerissen und ein neuer Chor errichtet. Als Baumaterialien dienten Back-, aber auch Feld- und Tuffsteine. Angeblich stammten die Backsteine aus dem Abbruchmaterial der Altenkirchener St.-Bartholomäus-Kirche. Die Kirche wurde durch die verschiedenen Umbaumaßnahmen deutlich verlängert. Ihre Innenmaße betragen 28,2 auf 8,4 Meter.

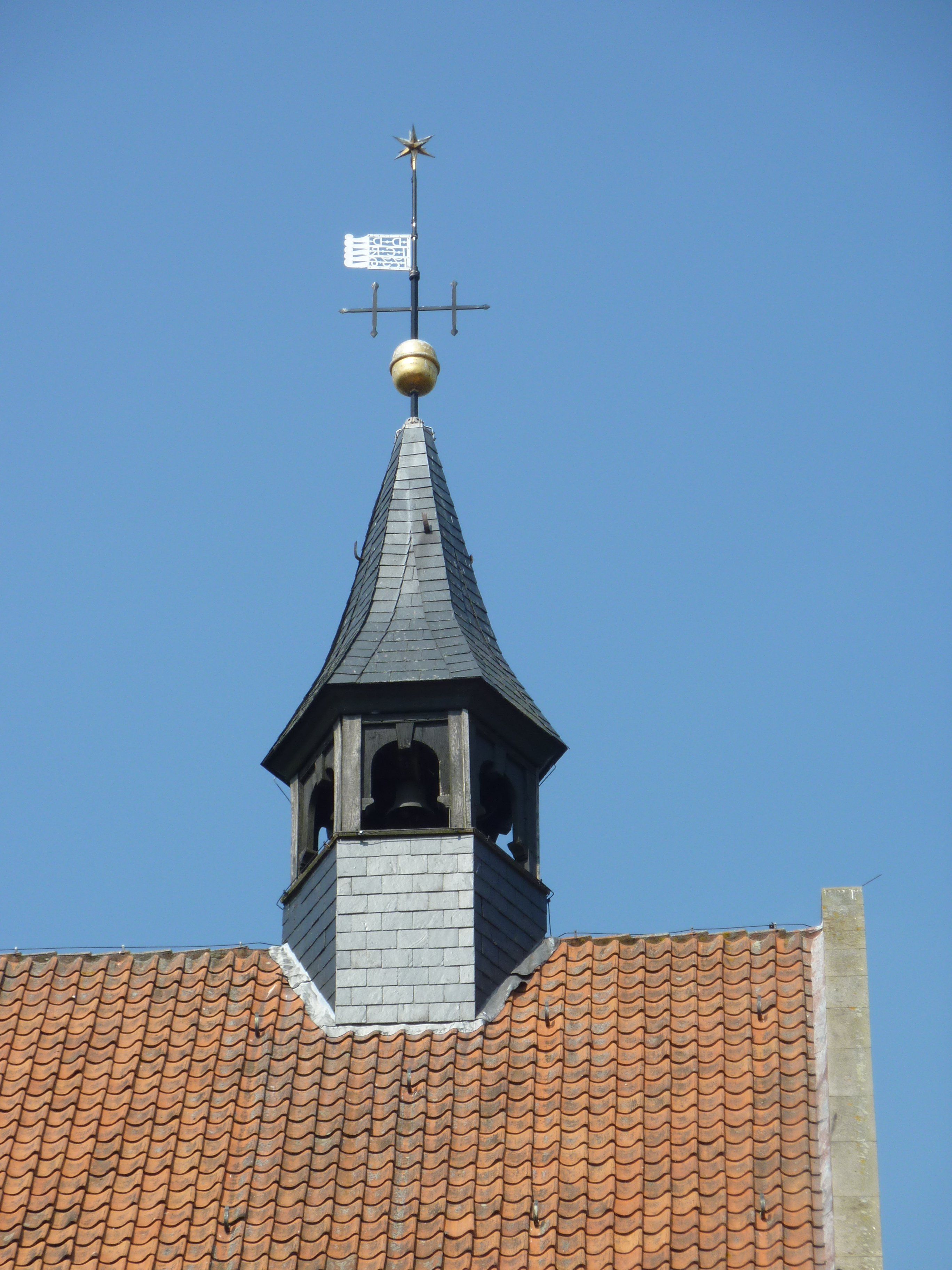
Dachreiter des Westturms

Im 17. Jahrhundert wurden im Zuge der Umgestaltung zur Predigtkirche Emporen eingebaut, weshalb die Fenster auf der Seeseite zugemauert, die auf der Südseite vergrößert wurden. 1736 erhielt der Westturm einen Dachreiter mit Kreuz, Wetterfahne und Uhrglocke. 1888 erhielten der Haupt- und der Sakristeieingang historisierende Anbauten; die holzgedeckten Zugänge zu den Emporen wurden entfernt.
1904 wurde unter Wilhelm Morisse die Ausmalung der Kirche rekonstruiert und das Fresko des Jüngsten Gerichtes, das 1745 übermalt worden war, wieder freigelegt. 1964 wurde im Zuge einer Restaurierung die Innenausstattung reduziert. Die Beichtstühle und das Kastengestühl wurden entfernt, die Bänke in Richtung Altar ausgerichtet und die Zahl der Sitzplätze wurde von 565 auf 350 gesenkt. In den Jahren 1974 und 1991/92 wurde der Flügelaltar restauriert. 1986/88 und 2001 wurde das Bauwerk samt Glockenturm saniert.
Im Dachreiter des Westturms hängen zwei Uhrschlagglocken. Als Stundenglocke dient eine ehemalige Läuteglocke von Claudi Gage aus dem Jahr 1635 mit der Inschrift I. h. s. - Gott late idt wedder genethen, dat karkspil thon twischenahn heft mi laten gheten. Anno 1645. Die Viertelstundenschläge werden mit einer Bronzeglocke der Gebrüder Rincker ausgeführt, die in a klingt. Diese Rincker-Glocke trägt die Inschrift Meine Zeit steht in deinen Händen. Ps 31,16 - A. D. 1983. Diese 43 kg schwere Glocke ersetzte eine eiserne Vorgängerin, die durchgerostet war und jetzt im Torbogen des Glockenturmes steht.

### Glockenturm

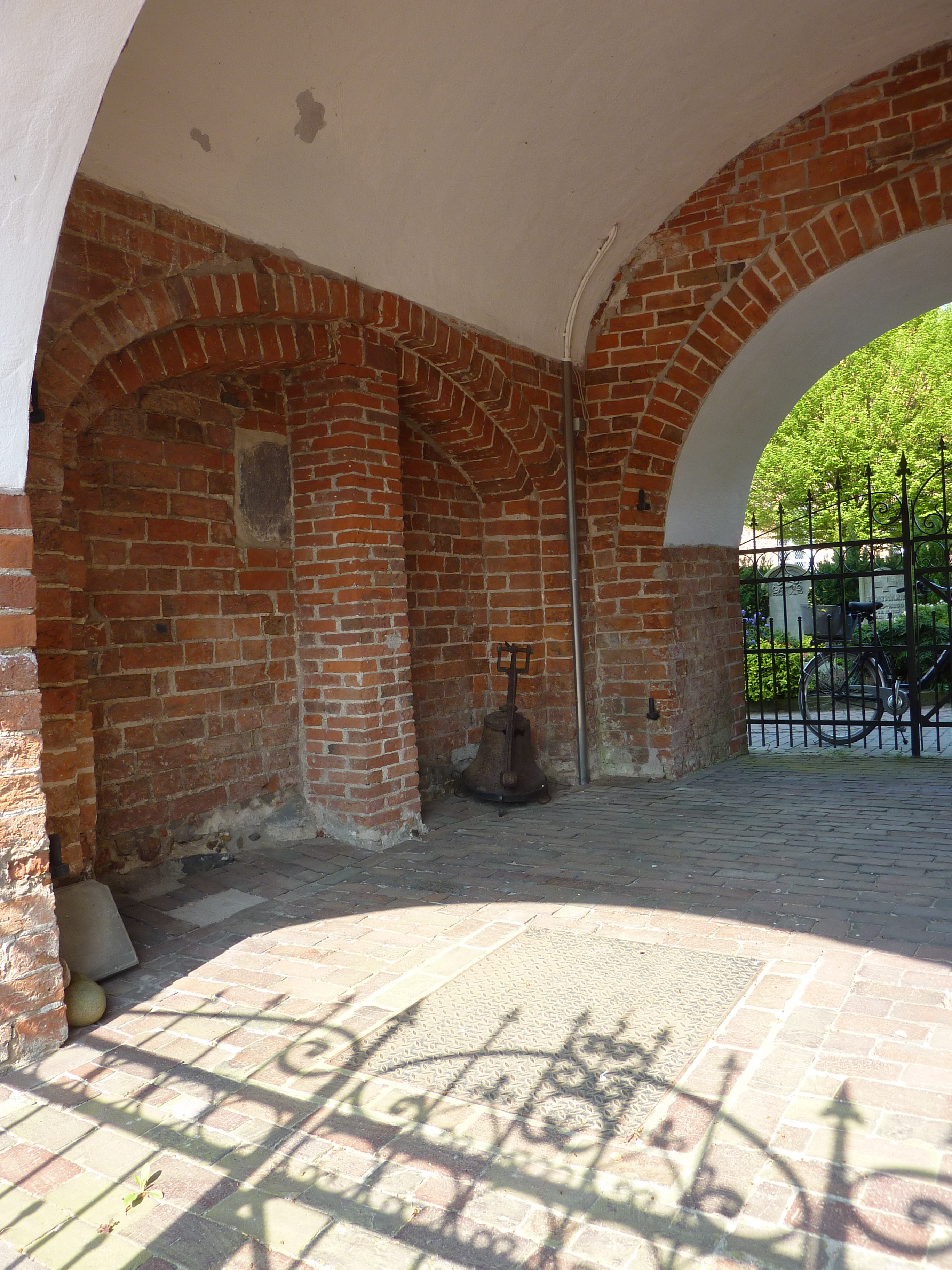
Blick durch den Durchgang im Glockenturm

In der zweiten Hälfte des 15. Jahrhunderts wurde nach längeren Konflikten um kirchliche Abgaben, die in der Ermordung des Priesters Dietrich Grove und der Exkommunizierung des gesamten Kirchspiels im Jahr 1450 gipfelten, der freistehende Glockenturm mit den rundbogigen Blendnischen errichtet. Ein Bruderkrieg zwischen den Grafen Gerd und Moritz führte 1462 zur Einäscherung des Pfarrhauses und angeblich des ganzen Kirchspiels; 1474 und 1476 gab es weitere Brände. Vermutlich wurde der Turm erst nach diesen Vorkommnissen fertiggestellt. Der Guss der Glocke St. Anna und die Versetzung der Mensa des Hochaltars im Jahr 1489 dürften als terminus ante quem für den Abschluss des Turmbaus anzusehen sein.
Im Turm wurden neben Backsteinen auch Findlinge vermauert. Er hat treppenförmige gotische Giebel mit spitzbogigen Blendnischen, vergleichbar denen des wenig älteren östlichen Chorgiebels der Kirche. Auf der Turmrückseite befinden sich rundbogige Blendnischen und auf der Marktplatzseite kreisförmige Blendfelder und rundbogige Schallöffnungen, die offenbar auf das weitgehend romanische Äußere der Kirche abgestimmt wurden.
Der Glockenturm steht etwas versetzt zur Achse des eigentlichen Kirchenbaus, was vermutlich durch die einstige Bebauung des umliegenden Geländes bedingt war. Bis 1955 war Meyers Hotel unmittelbar an den Turm angebaut und bis 1960 befand sich auch links des Friedhofseingangs Wohnbebauung, so dass der Turm den Abschluss einer Gasse bildete.
Um 1900 wurden schmiedeeiserne Gitter für den Durchgang des Turmes angefertigt.

#### Geläute
Von den ursprünglichen Glocken ist die St. Anna (es) aus dem Jahr 1489 erhalten. Zwei weitere Glocken wurden in den beiden Weltkriegen eingeschmolzen und 1956 durch Gussstahlglocken (e und g) ersetzt. St. Anna stammt wahrscheinlich von Herman to der Gans, einem Schüler von Ghert Klinge. Sie wiegt 1650 kg, hat einen Durchmesser von 134 cm und trägt neben Reliefs der Maria mit dem Jesuskind und einer Kreuzigungsszene die Inschrift anno domini MCCCCLXXXIX in godes ere bin ick laten gheten anna bin ick ghehete. Die beiden jüngeren Bronzeglocken wurden im Ersten Weltkrieg eingeschmolzen und in den Jahren 1921 und 1922 ersetzt, woraufhin 1942 auch diese Ersatzglocken wieder abgeliefert werden mussten und eingeschmolzen wurden. Die 1956 angeschafften Gussstahlglocken sind weithin zu hören. Die größere hat bei einem Gewicht von 977 kg einen Durchmesser von 135 cm, klingt in e und trägt außer einem Kreuzrelief die Aufschrift O Land, Land, Land, höre des Herrn Wort - 1956. Die kleinere Glocke von 1956, die in g klingt, trägt das Christusmonogramm und die Inschrift Lasset euch versöhnen mit Gott. Sie hat einen Durchmesser von 111 cm.

## Innenraum

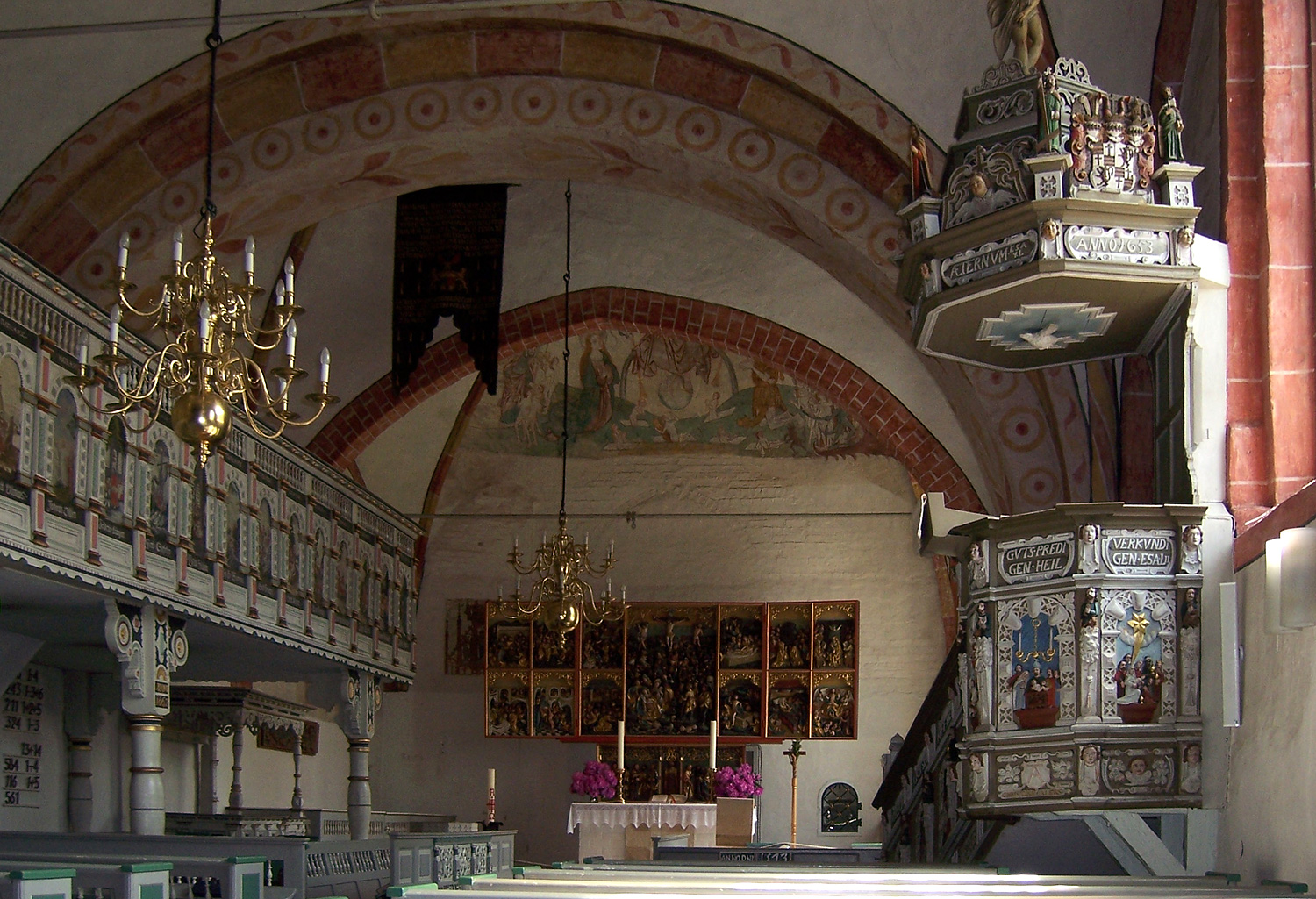
Empore, Altar mit Fresko und barocke Kanzel

Die romanisch-gotische Kirche besitzt eine barocke Kanzel, eine klassizistische Orgel und einen prächtigen gotischen Flügelaltar. Die Emporen wurden ab 1662 eingebaut und ab 1745 durch den Lehrer Dierk Krüger aus Elmendorf bemalt. Die Bilder sind im Original erhalten und zeigen Szenen aus dem Alten und Neuen Testament. Zum Teil sind die Bibelstellen über den Bildern angegeben, darunter die Namen der Stifter, die auf der Empore ihren Kirchensitz hatten.
Der Taufstein aus Sandstein wurde dem Original aus dem 15. Jahrhundert (heute im Landesmuseum Oldenburg) nachempfunden und 1984 von einer Bad Zwischenahner Familie gestiftet.
Die Piscina in der Ostwand des Chores diente einst zum Auswaschen der Messkelche; der Abfluss führte unter das Fundament der Kirche, das auf dem Blut Christi stehen sollte. Heute ist die Nische mit einer Tür verschlossen und beherbergt Tauf- und Altargerät, darunter eine Oblatendose aus dem Jahr 1714 und eine Weinkanne aus dem Jahr 1842, die zum Andenken an den Oberamtmann Erdmann gestiftet wurde.
In der Nähe der Piscina befindet sich ein mittelalterlicher Wandschrank mit zwei Türen und auffallender Schließvorrichtung, in dem einst Altarzubehör aufbewahrt wurde. Eine Kasel aus der Zeit um 1512 und mehrere Weihrauchgefäße, die 1860 in diesem Schrank gefunden wurden, wurden ins Oldenburger Museum überführt. Ein mittelalterliches Velum und ein Altarlaken aus dem 14. Jahrhundert verblieben in der Kirche. Das Laken ist zusammen mit einem Krankenabendmahlskelch von 1761 in einer Vitrine hinter dem Altar ausgestellt. Zwei von drei Altarleuchtern aus dem Jahr 1512 sind ebenfalls erhalten geblieben; heute werden jedoch moderne Altartependien verwendet. Auch der Opferstock der Kirche stammt aus dem späten Mittelalter.
Im unteren Turmraum befindet sich seit 1920 eine Tafel mit den Namen der im Ersten Weltkrieg gefallenen Gemeindemitglieder. Die einstige Taufkapelle wird als Raum der Stille genutzt, der obere Turmraum als Gruppenraum etwa zur Vorbereitung von Gottesdiensten und Konzerten. Dieser Raum hinter der Orgel besitzt ein modernes Glasfenster mit der Darstellung Johannes des Täufers.

### Orgel

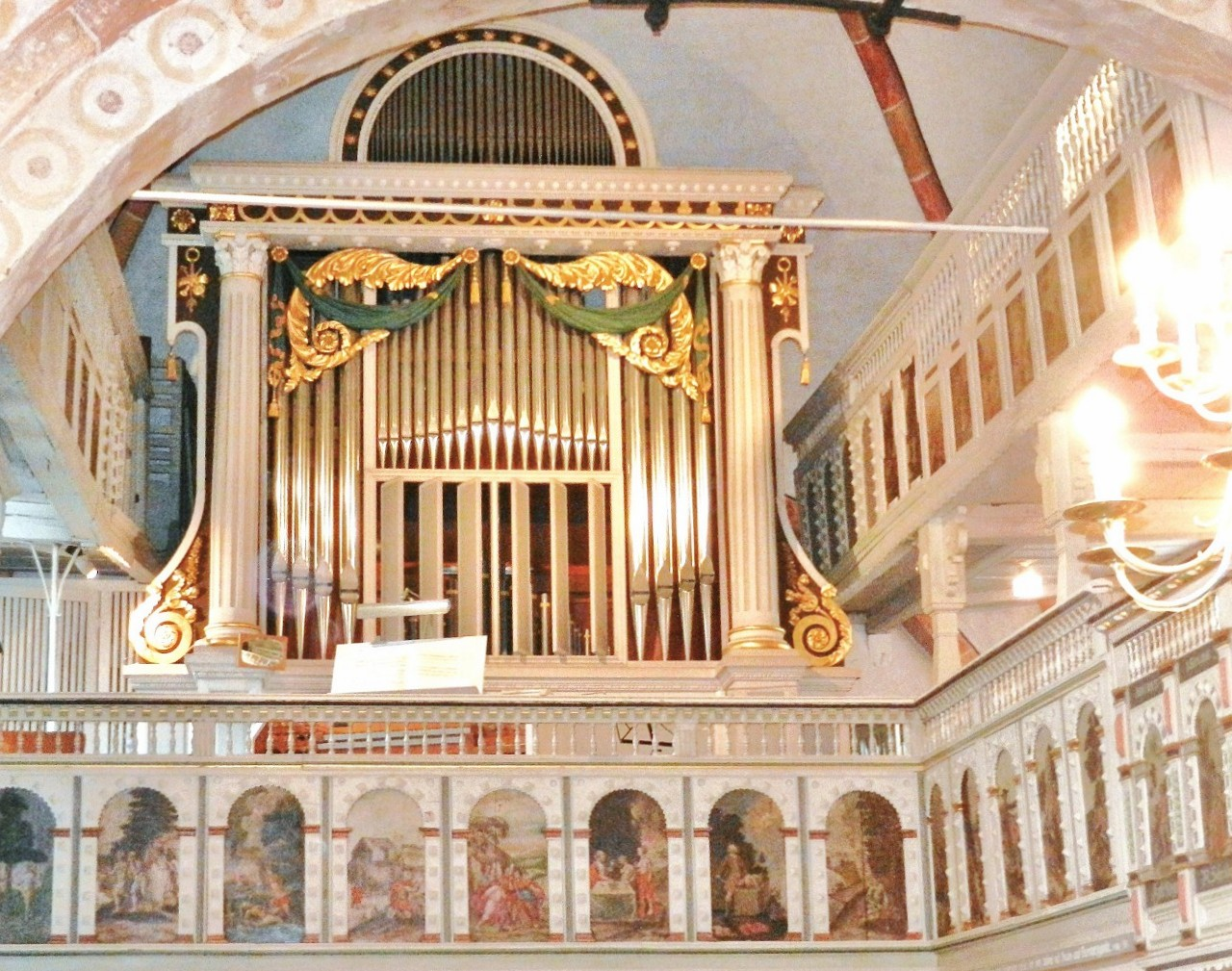
Kleuker-Orgel hinter historischem Prospekt (1831)

Eine erste Orgel wurde 1717 eingebaut und 1831 durch einen Neubau von Gerhard Janssen Schmid ersetzt. Die heutige Orgel von Detlef Kleuker wurde 1973 im alten klassizistischen Gehäuse eingebaut. Das rein mechanische Instrument hat 23 Register auf zwei Manualen und Pedal. Das Brustwerk ist schwellbar.
| I Hauptwerk C–g3 |             |     |
| 1.               | Principal   | 8′  |
| 2.               | Gemshorn    | 8′  |
| 3.               | Oktave      | 4′  |
| 4.               | Koppelflöte | 4′  |
| 5.               | Waldflöte   | 2′  |
| 6.               | Mixtur V    |     |
| 7.               | Dulzian     | 16′ |
| 8.               | Trompete    | 8′  |

| II Brustwerk C–g3 |                  |       |
| 9.                | Gedackt          | 8′    |
| 10.               | Rohrflöte        | 4′    |
| 11.               | Quintade         | 4′    |
| 12.               | Principal        | 2′    |
| 13.               | Quinte           | 1 ⁄3′ |
| 14.               | Sesquialtera II  | 2 ⁄3′ |
| 15.               | Zimbel III       |       |
| 16.               | Doppelkegelregal | 8′    |
|                   | Tremulant        |       |

| Pedal C–f1 |            |     |
| 17.        | Subbass    | 16′ |
| 18.        | Oktave     | 8′  |
| 19.        | Spitzflöte | 8′  |
| 20.        | Oktave     | 4′  |
| 21.        | Blockflöte | 2′  |
| 22.        | Posaune    | 16′ |
| 23.        | Clarine    | 4′  |

- Koppeln: II/I, I/P, II/P

### Fresken

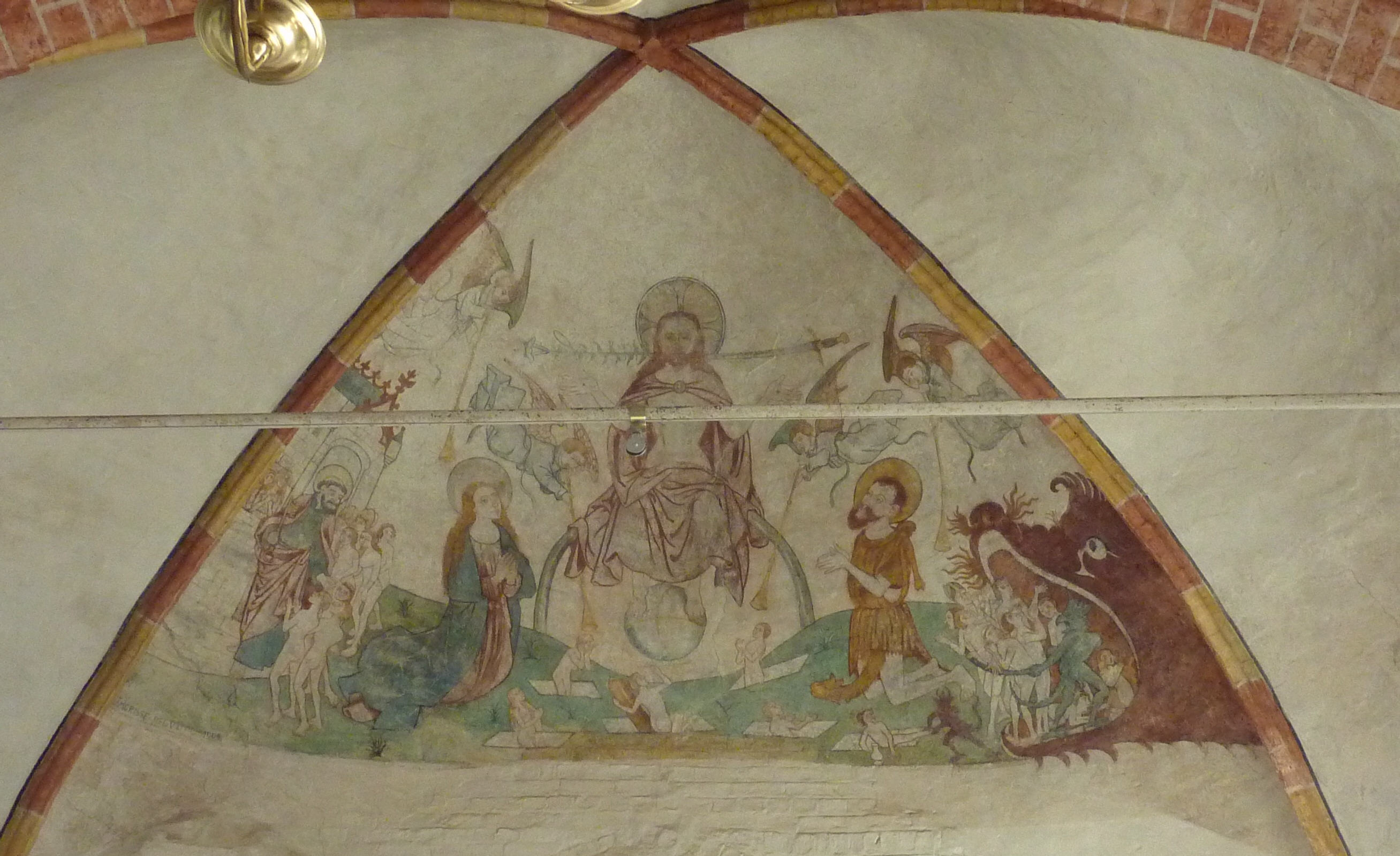
Jüngstes Gericht

Vermutlich aus der zweiten Hälfte des 15. Jahrhunderts stammt das Fresko über dem Altar, das 1904 bei Restaurierungsarbeiten freigelegt wurde. Christus der Weltenrichter thront auf dem Regenbogen (Bundeszeichen zwischen Gott und Mensch), Schwert und Lilie als Zeichen für Gerechtigkeit und Barmherzigkeit gehen von seinem Haupt aus. Rechts und links knien Maria und Johannes der Täufer, der ein auffallendes Fellgewand mit Tierkopf trägt, als Fürbitter für die Menschen. Das Urteil des auf der Weltenkugel thronenden Richters ergeht an die Lebenden und Toten; zu seiner Linken sind die Verdammten, zur Rechten die Erwählten zu sehen. Vier Engel blasen auf Posaunen zum Gericht; einer hält sein Instrument so dicht über den Kopf eines aus seinem Grab Auferstehenden, dass dieser sich die Ohren zuhalten muss. Ein anderer Toter wird von einem braunen Teufel an den Füßen aus seinem Grab gezogen. Unter den Verurteilten, die rechts im Bild von einem grünen Teufel in den Höllenrachen gezogen werden, sind auch ein Mönch und ein Bischof, der seine Mitra trägt. Es handelt sich hierbei offenbar nicht um nachreformatorische Ergänzungen. Den Eingang zum Himmel am linken Bildrand bewacht Petrus, der in seiner rechten Hand den Himmelsschlüssel hält. Vermutlich weist das lebhaft und flächig gemalte Fresko Einflüsse geistlicher Schauspiele des späten Mittelalters auf.
Reste der Sakramentnischenbemalung aus der zweiten Hälfte des 15. Jahrhunderts befinden sich links hinter dem Altar. Sie stammen aus derselben Zeit wie das Jüngste Gericht und zeigen gotische Architekturelemente in Form einer turmähnlichen Monstranz, dazwischen Maria mit dem Jesuskind und zwei nicht sicher identifizierbare Heilige, eventuell Hanna und Simeon. Dieses Wandbild sollte offenbar die 1512 eingehauene Sakramentsnische bekrönen und umrahmen. Es ist nicht vollständig erhalten, da später an dieser Stelle ein weiteres Fenster in die Wand gebrochen und in einer weiteren Bauphase wieder zugemauert wurde. Auch der obere Teil des Freskos wurde zerstört. Da Teile der Abbildung eines Fells mit Tierkopf erhalten geblieben sind, ist anzunehmen, dass in der oberen Laterne der Monstranz Johannes der Täufer zu sehen war.

### Flügelaltar und Altarreste

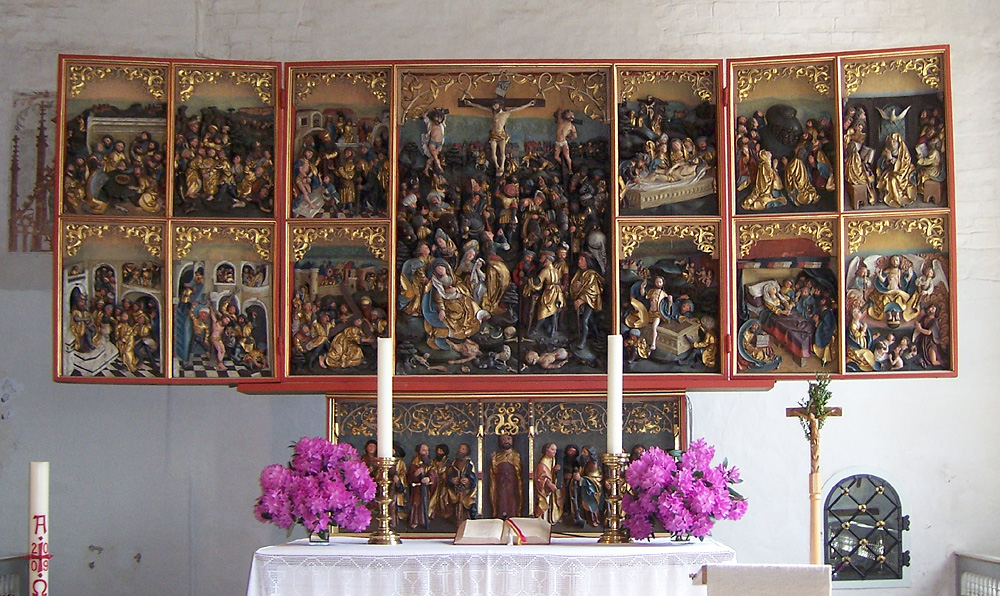
Flügelaltar von 1520

Der Flügelaltar aus Eichenholz mit einer Ölfarbenfassung von 1780 wurde vermutlich um 1520 von einem unbekannten Osnabrücker Meister geschnitzt.
Die Bildtafeln auf dem linken Flügel zeigen: Einsetzung des Hl. Abendmahls – Verrat des Judas – Jesus vor dem hohen Rat – Geißelung – Dornenkrönung und Verspottung – Kreuztragung.
Das Hauptbild in der Mitte des Schreins zeigt die Kreuzigung.
Auf dem rechten Flügel: Kreuzabnahme und Grablegung – Auferstehung – Himmelfahrt – Ausgießung des Heiligen Geistes – Tod Mariens – Christus der Weltenrichter (Jüngstes Gericht).
Darunter die Predella mit einer Darstellung der zwölf Apostel. Die mittlere Figur Christus als Erlöser der Welt wurde 1923 eingefügt. Die Rückseite für die Passionszeit stellt in zwei Tafelbildern das Gastmahl des Herodes (Enthauptung Johannes des Täufers) und die Anbetung der Heiligen Drei Könige dar.
Außer diesem Hauptaltar gab es in der Johanneskirche einst mindestens drei Nebenaltäre. Die Darstellung der
Wurzel Jesse auf einer weiteren geschnitzten Predella eines nicht mehr vorhandenen Seitenaltars mit unbekannter Entstehungszeit befindet sich noch in der Kirche. Diese Darstellung ist vermutlich deutlich älter als andere Altarreste aus der Zwischenahner Kirche. Sie zeigt den auf einem Kissen liegenden Jesse, aus dessen Lenden der Stammbaum hervorwächst und zwölf Könige des Alten Testaments umschlingt. Von diesen zwölf Königen kann nur David, der eine Harfe hält, identifiziert werden. Als Blüte des Stammes thront Maria mit dem Jesuskind und einer Rose in der Mitte des Baumes. Damit knüpfte der Künstler christologisch an Jesaja 11, 1 f. an, wo die Erwartung des Messias aus dem Haus David ausgesprochen wird. Verbunden damit ist die Weissagung der jungfräulichen Geburt in Jesaja 7, 14 f. Die Darstellung setzt auch Kenntnis von 1. Samuel 16, 1-23 voraus, wo die Berufung Davids geschildert wird. Wie der zugehörige Nebenaltar zu dieser Predella aussah, ist unbekannt. Aufgrund der Verknüpfung der Themen virgo und virga in der erhaltenen Darstellung ist etwa eine Heilige Sippe oder eine Anna selbdritt vorstellbar.

### Kanzel

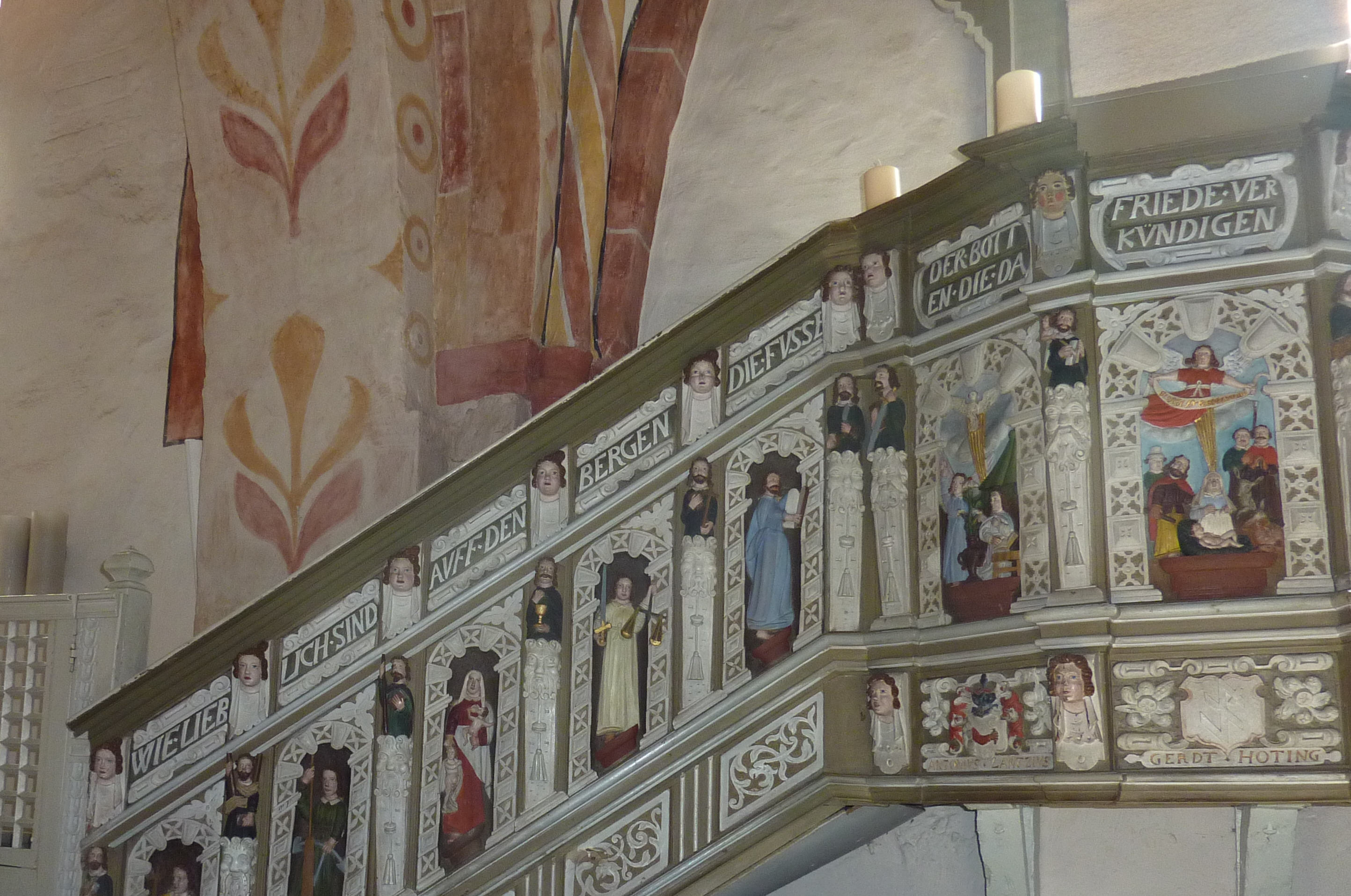
Kanzelaufgang

Die Kanzel wurde 1653 von Tönnies Mahler aus Leer geschnitzt und 1715 bemalt. Der Kanzelaufgang zeigt in den Schnitzereien die fünf christlichen Tugenden: Glaube, Hoffnung, Liebe, Gerechtigkeit und Gehorsam. Dazwischen befinden sich Figuren von sieben Aposteln. In den Hauptfeldern des Kanzelkorbs werden vier Szenen aus der Weihnachtsgeschichte dargestellt: Verkündigung an Maria, Geburt Jesu, Beschneidung im Tempel und Anbetung der Könige (Weise aus dem Morgenland).
Unter dem Schalldeckel eine Taube als Symbol des Heiligen Geistes, darüber eine lateinische Inschrift: „Verbum Domini Manet In Aeternum“ (Das Wort Gottes bleibt in Ewigkeit), Jesaja 40 und ein Feld „Anno 1653“. Auf den Eckpodesten fünf Apostelfiguren, dazwischen vier Cherubim und das Wappen des Grafen Anton Günther von Oldenburg. Die Krönung des Schalldeckels ist die Figur des auferstandenen Christus.

### Gestühl und Emporen
Im Spätmittelalter war es noch den Priestern und Adeligen vorbehalten gewesen, Kirchenstühle zu „besitzen“. Aus der vorreformatorischen Zeit sind noch Gestühlswangen von 1513 in der Nähe des Kanzelaufgangs erhalten. Sie sind mit den Initialen AVS für Anna von Seggern und BVM für Bernhard von Mandelsloh sowie den zugehörigen Familienwappen gekennzeichnet. Anna von Seggern und Bernhard von Mandelsloh erhielten den Kirchenstuhl anlässlich ihrer Hochzeit im Jahr 1513 vom Brautvater als Geschenk. Unter Pastor Antonius Lantzius wurde 1662, nachdem die Kanzel eingebaut worden war, auch die sogenannte „Nordprichel“ eingerichtet, auf der sich nun auch Gutsbesitzer einkaufen konnten. Die teuersten Plätze in der ersten Reihe kosteten vier Reichstaler, die in der zweiten drei Reichstaler (= 36 Grote). Während die schon im Jahr 1662 ausverkauften Plätze zunächst durch Namen oder Hausmarken auf der Brüstung gekennzeichnet wurden, wurden die Namen später auch außen unter den biblischen Bildern angeschrieben. Die 539 kleinen Säulchen des Gestühls wurden von Heinrich Theilen gedrechselt. Johann Olthoff schnitzte die Verzierungen. Eine Bemalung mit biblischen Szenen erfolgte erst 1745, als auch die übrigen Pricheln im Westen, Süden und Osten errichtet wurden.

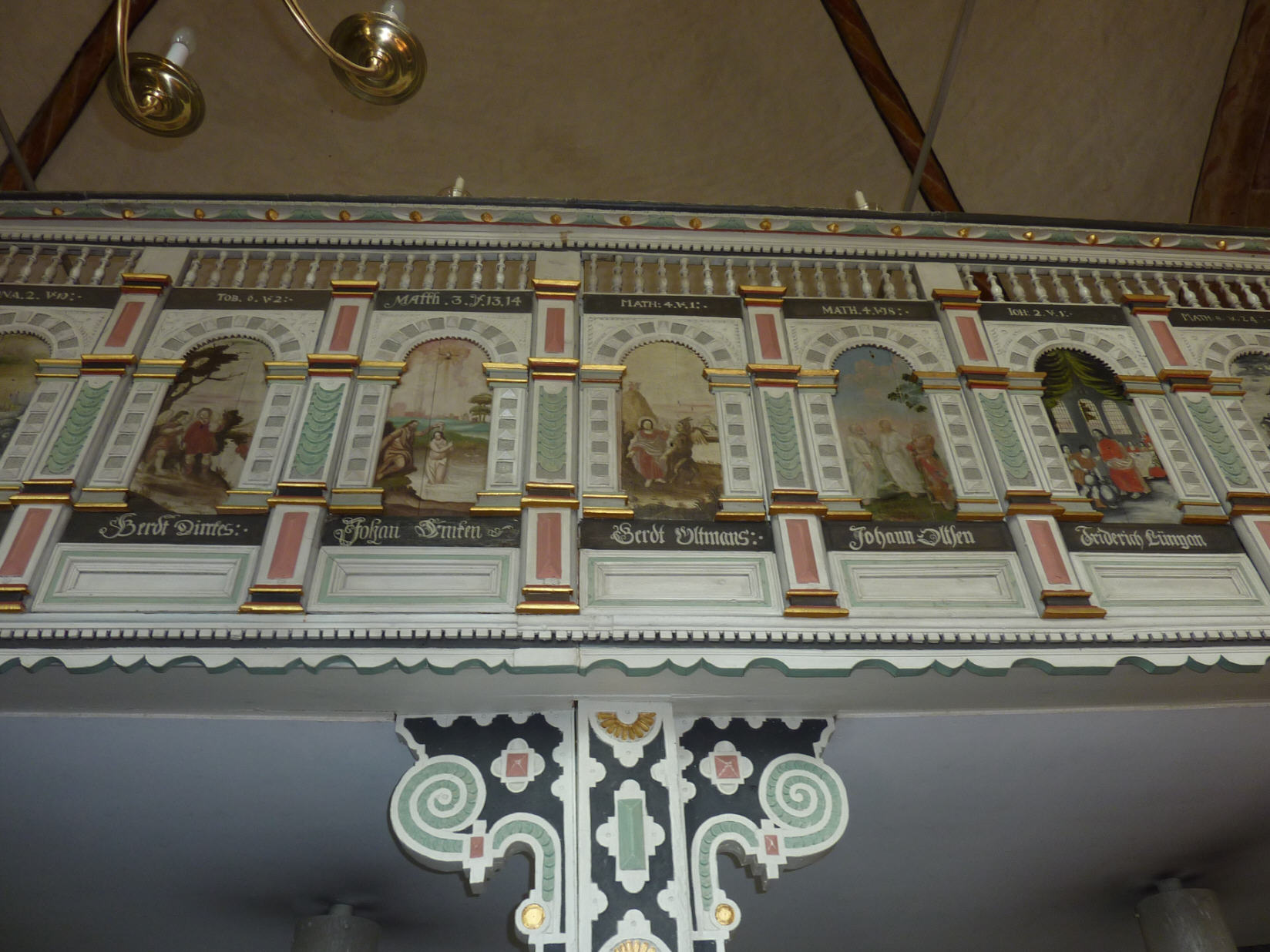
Emporenbrüstung

Der Künstler, der diesen Auftrag erhielt, war Dierk Krüger, ein Lehrer aus Elmendorf im Ammerland. Er führte die Arbeiten zwischen Juni und Oktober aus; die Temperafarben lieferte der Oldenburger Hofapotheker Balthasar Dugend. Krüger arbeitete nach Kupferstichen der Bilderbibel Matthäus Merians d. Ä., die er ins Hochformat umsetzte. Manche Bilder seiner Vorlage spiegelte er außerdem. Krüger soll, nachdem Pastor Detlev Gans seine leuchtend bunten Bilder abfällig mit Werken Michelangelos verglichen haben, ungerührt geantwortet haben, Gans’ Predigten reichten ja auch nicht an die Worte Luthers heran. In späteren Jahren gab Krüger seinen Lehrerberuf auf und arbeitete als freier Künstler, Kirchenbote und Totengräber.
An der Orgelempore sind acht biblische Szenen zu sehen:
- Adam und Eva unter dem Baum der Erkenntnis (1. Mose 3, 1-7)
- die Austreibung aus dem Paradies (1. Mose 3, 22-24)
- Kains Mord an Abel (1. Mose 4, 1-8)
- Noah und die Arche (1. Mose 6-8)
- Verheißung der Geburt Isaaks (1. Mose 18, 26 ff.)
- Lots Töchter (1. Mose 19, 31-38)
- Abrahams Prüfung (1. Mose 22)
- Jakobs Traum von der Himmelsleiter (1. Mose 28, 10).

An der Nordempore sind folgende Szenen aus dem Alten Testament dargestellt:
- Teilung des Meeres für das Volk Israel (2. Mose 14, 21 ff.)
- Mose schlägt Wasser aus dem Felsen (2. Mose 17, 1 ff.)
- die eherne Schlange rettet Gebissene (4. Mose 21, 6)
- Bileams Esel (4. Mose 21 ff.)
- Simson zerreißt den Löwen (Richter 14, 5/6)
- Simson trägt die Stadttore von Gaza auf den Hebron (Richter 16, 3)
- Samuel salbt Saul zum König (1. Samuel 10, 1)
- David enthauptet Goliath (1. Samuel 17, 19 ff.)
- Absalom bleibt an der Eiche hängen (2. Samuel 18, 9)

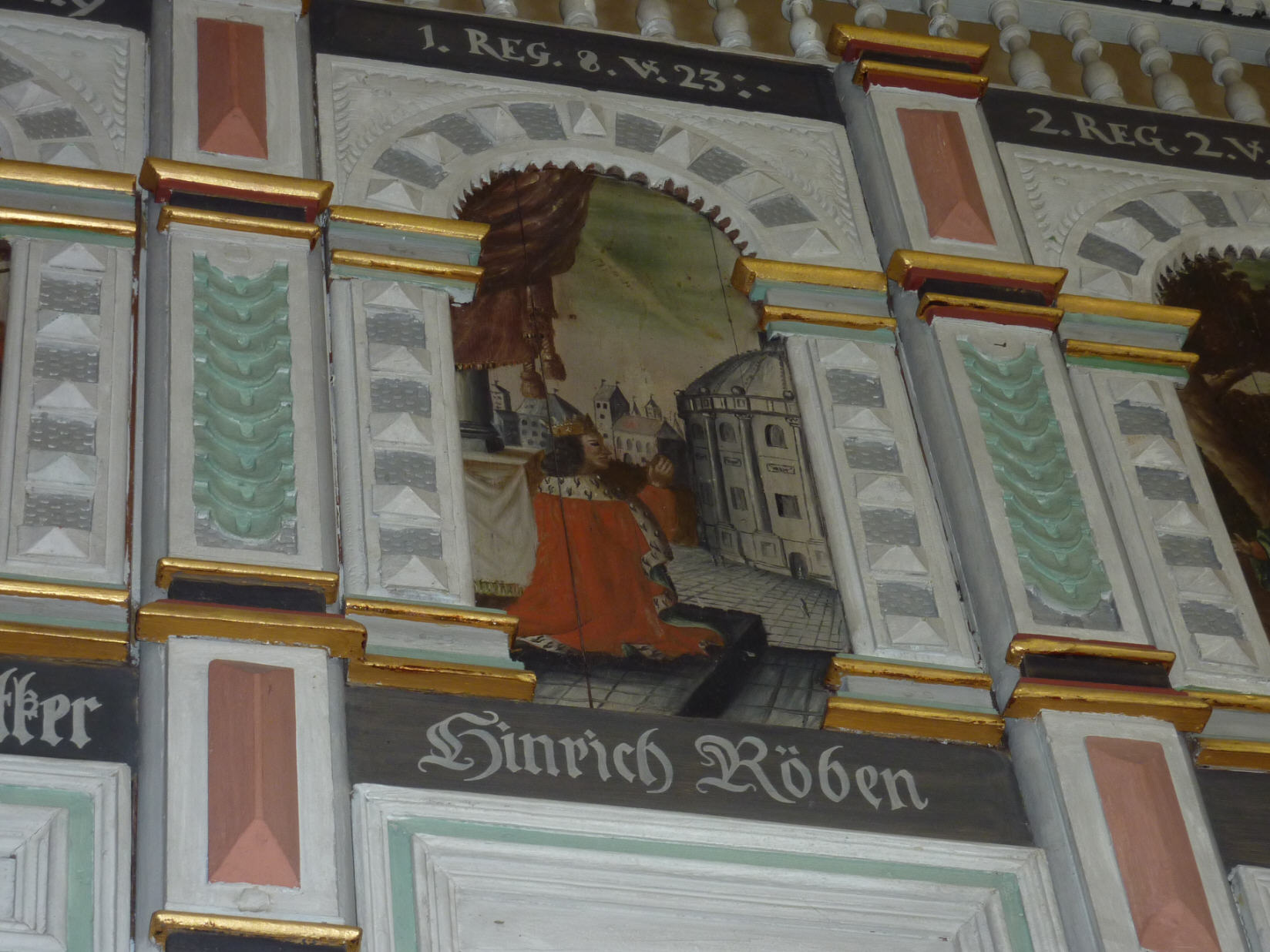
Salomons Gebet nach dem Tempelbau

- Salomons Gebet nach dem Tempelbau (1. Könige 8, 23 ff.)
- zwei Knaben verspotten Elisa (2. Könige 2, 23)
- Feuerwagen des Elia (2. Könige 2, 11)
- Jona wird vom Wal ausgespien (Jona 2, 10 f.)
- Belehrung des Tobias am Tigris (Apokryphen)

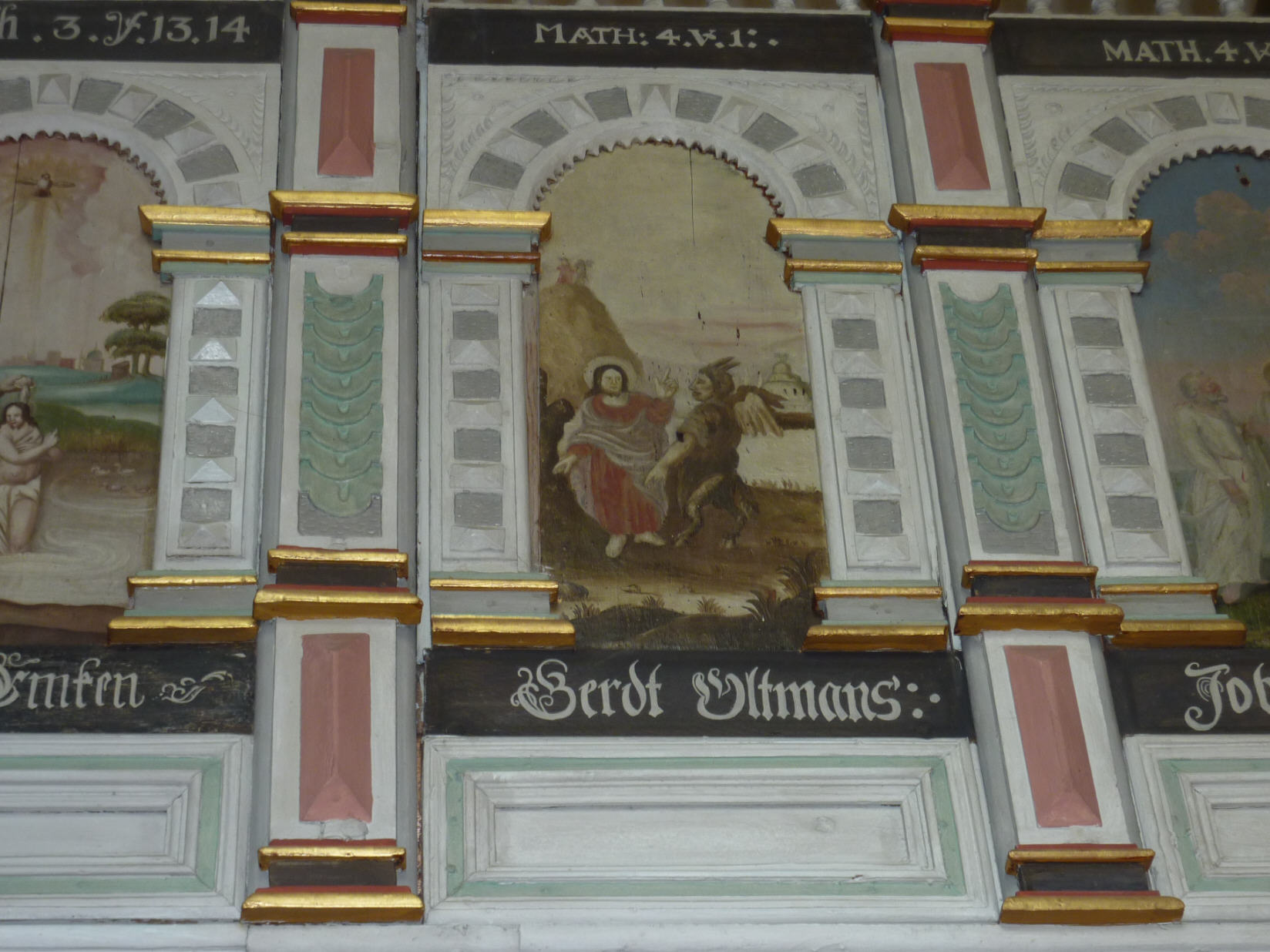
Jesus bezähmt den Seesturm

Es folgen Szenen aus dem Neuen Testament:
- Johannes tauft Jesus im Jordan (Matthäus 3,13 ff.)
- Jesus im Seesturm (Matthäus 8, 24 ff.)
- Enthauptung Johannes des Täufers (Markus 6, 27)
- Jesus wandelt über das Wasser (Matthäus 14, 25 ff.)
- Jesus auf dem Berg der Verklärung (Matthäus 17, 1 ff.)
- der barmherzige Samariter (Lukas 10, 30 ff.)
- Jesus reitet nach Jerusalem (Matthäus 21, 1 ff.)
- Jesus und die Samariterin am Jakobsbrunnen (Johannes 4, 6)
- Jesus als guter Hirte (Johannes 10, 11 ff.)
- Heiliges Abendmahl (Matthäus 26, 20 ff.)
- Jesus im Garten Gethsemane (Matthäus 26, 36, wobei allerdings die Zwischenahner Darstellung eine Engelsfigur einfügt, die nur aus dem Lukasevangelium bekannt ist)

An der Ostempore sind weitere fünf Bibelszenen zu sehen:
- Petrus verleugnet Jesus (Matthäus 26, 69 ff.)
- Jesus trägt sein Kreuz nach Golgatha (Johannes 19, 17 ff.)
- Jesus am Kreuz (Johannes 19, 23 ff.)
- Kreuzabnahme (Johannes 19, 38)
- Grablegung Jesu (Johannes 19, 30)

An der Prichelbrüstung über dem Eingang südlich der Orgel sind acht Personifikationen von Tugenden dargestellt:
- Andacht
- Klugheit
- Friede
- Geduld
- Vorsichtigkeit
- Hoffnung
- Liebe
- Glaube

Der Renovierung fielen im Jahr 1964 Teile des Gestühls zum Opfer. Das gesamte Gestühl war bis zu diesem Zeitpunkt theaterartig auf die Kanzel ausgerichtet, sogar hinter dem Altar gab es noch eine weitere Empore, die Osterprichel, die über einen Treppenaufgang durch das einstige Ostfenster erreicht werden konnte. Von den besonderen Stühlen blieb nur der Eyhauser Stuhl auf der Nordseite erhalten, der einen auffälligen Baldachin trägt.

### Totenfahnen, Epitaphien und Grabsteine
Bis 1907 waren noch mehrere Totenfahnen und Epitaphien in St. Johannes vorhanden. Erhalten blieb von den Totenfahnen allerdings nur eine einzige. Sie erinnert an den Eyhausener Erbherrn Matthias Anton von Pottendorf, der 1711 im Alter von 39 Jahren im Dienste des dänischen Königs und im Kampf gegen Wismar fiel. Das Porträt des Oberstleutnants von Pottendorf ist in der Mitte eines Waffengestecks zu sehen, das sich ebenfalls in der Bad Zwischenahner Johanneskirche befindet.
An den fürstbischöflich münsterschen Major Johann Georg Nutzhorn erinnern sowohl ein auf Eichenholz gemalter Totenschild, das sogenannte Nutzhornsche Epitaph, als auch eine Grabplatte, die am Turmeingang aufgerichtet wurde. Sie trägt die Jahreszahl 1686. Die zugehörige Totenfahne gehört zu den verlorenen Totenfahnen der Kirche.
Das Westerholtsche Epitaph befindet sich an der Südseite der Kirche neben der Kanzel. Hermann Westerholt war von der Burg Lembeck in Westfalen nach Zwischenahn gekommen, wo er das Gut Eyhausen erworben hatte. Westerholts Epitaph ist das älteste in der Kirche.
Außerhalb der Kirche, auf dem diese umgebenden Friedhof, sind insbesondere vier barocke Grabstellen beachtenswert. Der Grabstein des 1717 verstorbenen Gerd Dierckes zeigt als Schmuck unter anderem einen weinenden Genius des Todes mit gesenkter Fackel, der den Fuß auf einen Totenschädel gesetzt hat.